# Славиця (Любуське воєводство)
Славиця (пол. Sławica, нім. Krügergrund) — село в Польщі, у гміні Добегнев Стшелецько-Дрезденецького повіту Любуського воєводства.
Населення — 27 осіб (2011).
У 1975-1998 роках село належало до Гожовського воєводства.

## Демографія
Демографічна структура станом на 31 березня 2011 року:
|          | Загалом | Допрацездатний вік | Працездатний вік | Постпрацездатний вік |
| -------- | ------- | ------------------ | ---------------- | -------------------- |
| Чоловіки | 13      | 3                  | 6                | 4                    |
| Жінки    | 14      | 5                  | 5                | 4                    |
| Разом    | 27      | 8                  | 11               | 8                    |